# Ao Vivo (álbum de Céu)
Céu - Ao Vivo é o primeiro álbum ao vivo da cantora e compositora brasileira Céu, lançado em 8 de dezembro de 2014. O projeto foi gravado em um show realizado no dia 30 de julho de 2014 no Centro Cultural Rio Verde em São Paulo. O show de lançamento do DVD ocorreu no Teatro Paulo Autran, do Sesc Pinheiros, nos dias 21 e 22 de dezembro de 2014, neste DVD Céu comemora 10 anos de carreira.
"Mil e uma Noites de Amor" foi indicado ao Prêmio Multishow de Música Brasileira em 2015 na categoria "Versão do Ano", mas não levou o prêmio.

## Faixas
| N.º | Título                             | Compositor(es)                        | Duração |  |
| 1.  | "Pot-Pourri: Fffree / Falta de Ar" | Céu / Guilherme Amabis                | 5:39    |  |
| 2.  | "Amor de Antigos"                  | Céu                                   | 3:44    |  |
| 3.  | "Contravento"                      | Lucas Santtana Amabis                 | 4:33    |  |
| 4.  | "Retrovisor"                       | Céu                                   | 4:10    |  |
| 5.  | "Grains de Beauté"                 | Céu Beto Villares                     | 4:23    |  |
| 6.  | "Mil e uma Noites de Amor"         | Pepeu Gomes Baby Consuelo Fausto Nilo | 5:00    |  |
| 7.  | "Cangote"                          | Céu                                   | 5:54    |  |
| 8.  | "Baile de Ilusão"                  | Céu                                   | 3:31    |  |
| 9.  | "Streets Bloom"                    | Santtana                              | 5:22    |  |
| 10. | "10 Contados"                      | Alec Haiat Céu                        | 3:26    |  |
| 11. | "Malemolência"                     | Haiat Céu                             | 4:27    |  |
| 12. | "Lenda"                            | Haiat Céu Graziella Moretto           | 3:57    |  |
| 13. | "Concrete Jungle"                  | Bob Marley                            | 3:24    |  |
| 14. | "Chegar em Mim"                    | Jorge dü Peixe                        | 3:03    |  |
| 15. | "Rainha"                           | Céu                                   | 5:47    |  |

| DVD |                                  |                                        |         |  |
| N.º | Título                           | Compositor(es)                         | Duração |  |
| 1.  | "Palhaço"                        | Oswaldo Martins Nelson Washington      |         |  |
| 2.  | "Fffree"                         | Céu                                    |         |  |
| 3.  | "Falta de Ar"                    | Guilherme Amabis                       |         |  |
| 4.  | "Amor de Antigos"                | Céu                                    |         |  |
| 5.  | "Contravento"                    | Lucas Santtana Amabis                  |         |  |
| 6.  | "Comadi"                         | Céu Beto Villares                      |         |  |
| 7.  | "Retrovisor"                     | Céu                                    |         |  |
| 8.  | "Teju na Estrada (Instrumental)" | Amabis                                 |         |  |
| 9.  | "Sereia"                         | Céu                                    |         |  |
| 10. | "Grains de Beauté"               | Céu Villares                           |         |  |
| 11. | "Streets Bloom"                  | Santtana                               |         |  |
| 12. | "Espaçonave"                     | Céu Fernando Catatau                   |         |  |
| 13. | "Cangote"                        | Céu                                    |         |  |
| 14. | "Piel Canela"                    | Bobby Capó                             |         |  |
| 15. | "Mil e uma Noites de Amor"       | Pepeu Gomes Baby Consuelo Fausto Nilo  |         |  |
| 16. | "Bubuia"                         | Céu Anelis Assumpção Thalma de Freitas |         |  |
| 17. | "10 Contados"                    | Alec Haiat Céu                         |         |  |
| 18. | "Baile de Ilusão"                | Céu                                    |         |  |
| 19. | "Malemolência"                   | Haiat Céu                              |         |  |
| 20. | "Lenda"                          | Haiat Céu Graziella Moretto            |         |  |
| 21. | "Rainha"                         | Céu                                    |         |  |
| 22. | "Chegar em Mim"                  | Jorge dü Peixe                         |         |  |
| 23. | "Visgo de Jaca"                  | Rildo Hora Sergio Cabral               |         |  |
| 24. | "Concrete Jungle"                | Bob Marley                             |         |  |